# 内国民待遇
内国民待遇（ないこくみんたいぐう、英語: National Treatment）とは、自国民と同様の権利を相手国の国民や企業に対しても保障すること。

## 国際経済
WTOの基本原則のひとつで、輸入品に適用される待遇は、国境措置である関税を除き、同種の国内産品に対するものと差別的であってはならないと、されている。内国民待遇原則は、このように輸入産品に国内産品より不利でない待遇を与えることによって、WTO加盟国の国内における「隠された貿易障壁」を除去することを目的とするもの。

## 知的財産
知的財産権に関するパリ条約の基本原則のひとつ。